# Carshalton Athletic FC
Carshalton Athletic FC (celým názvem: Carshalton Athletic Football Club) je anglický fotbalový klub, který sídlí v jihozápadním Londýně. Založen byl v roce 1905 pod názvem Mill Lane Mission FC. Od sezóny 2018/19 hraje v Isthmian League Premier Division (7. nejvyšší soutěž). Klubové barvy jsou červená, bílá a černá.
Své domácí zápasy odehrává na stadionu War Memorial Sports Ground s kapacitou 5 000 diváků.

## Historické názvy
Zdroj: 
- 1905 – Mill Lane Mission FC (Mill Lane Mission Football Club)
- 1907 – Carshalton Athletic FC (Carshalton Athletic Football Club)

## Získané trofeje
- Surrey Senior Cup ( 3× )
  - 1988/89, 1989/90, 1991/92

## Úspěchy v domácích pohárech
Zdroj: 
- FA Cup
  - 2. kolo: 1982/83
- FA Amateur Cup
  - Čtvrtfinále: 1954/55, 1959/60
- FA Trophy
  - 3. kolo: 1980/81, 1995/96, 1999/00, 2001/02, 2011/12

## Umístění v jednotlivých sezonách
Stručný přehled
Zdroj: 
- 1946–1956: Corinthian League
- 1956–1963: Athenian League
- 1963–1966: Athenian League (Premier Division)
- 1966–1973: Athenian League (Division One)
- 1973–1977: Isthmian League (Second Division)
- 1977–2001: Isthmian League (Premier Division)
- 2001–2002: Isthmian League (First Division)
- 2002–2003: Isthmian League (Division One South)
- 2003–2004: Isthmian League (Premier Division)
- 2004–2006: Conference South
- 2006–2014: Isthmian League (Premier Division)
- 2014–2018: Isthmian League (Division One South)
- 2018– : Isthmian League (Premier Division)

Jednotlivé ročníky
Zdroj: 
Legenda: Z - zápasy, V - výhry, R - remízy, P - porážky, VG - vstřelené góly, OG - obdržené góly, +/- - rozdíl skóre, B - body, červené podbarvení - sestup, zelené podbarvení - postup, fialové podbarvení - reorganizace, změna skupiny či soutěže
| Sezóny  | Liga                                 | Úroveň | Z  | V  | R  | P  | VG  | OG  | +/- | B   | Pozice |
| ------- | ------------------------------------ | ------ | -- | -- | -- | -- | --- | --- | --- | --- | ------ |
| 2009/10 | Isthmian League (Premier Division)   | 7      | 42 | 12 | 13 | 17 | 58  | 64  | -6  | 49  | 17.    |
| 2010/11 | Isthmian League (Premier Division)   | 7      | 42 | 14 | 10 | 18 | 49  | 57  | -8  | 52  | 13.    |
| 2011/12 | Isthmian League (Premier Division)   | 7      | 42 | 14 | 10 | 18 | 48  | 55  | -7  | 52  | 16.    |
| 2012/13 | Isthmian League (Premier Division)   | 7      | 42 | 12 | 4  | 26 | 55  | 76  | -21 | 40  | 20.    |
| 2013/14 | Isthmian League (Premier Division)   | 7      | 46 | 8  | 6  | 32 | 40  | 101 | -61 | 30  | 23.    |
| 2014/15 | Isthmian League (Division One South) | 8      | 46 | 13 | 9  | 24 | 61  | 79  | -18 | 48  | 20.    |
| 2015/16 | Isthmian League (Division One South) | 8      | 46 | 21 | 9  | 16 | 83  | 74  | +9  | 72  | 10.    |
| 2016/17 | Isthmian League (Division One South) | 8      | 46 | 24 | 9  | 13 | 106 | 69  | +37 | 81  | 6.     |
| 2017/18 | Isthmian League (Division One South) | 8      | 46 | 31 | 9  | 6  | 99  | 55  | +44 | 102 | 1.     |
| 2018/19 | Isthmian League (Premier Division)   | 7      | 42 | 21 | 8  | 13 | 70  | 49  | +21 | 71  | 2.     |
| 2019/20 | Isthmian League (Premier Division)   | 7      | 34 | 18 | 8  | 8  | 59  | 38  | +21 | 62  | 5.     |
| 2020/21 | Isthmian League (Premier Division)   | 7      | 8  | 5  | 1  | 2  | 14  | 10  | +4  | 16  | 4.     |
| 2021/22 | Isthmian League (Premier Division)   | 7      | 42 | 15 | 12 | 15 | 65  | 57  | +8  | 57  | 12.    |
| 2022/23 | Isthmian League (Premier Division)   | 7      | 42 | 18 | 10 | 14 | 53  | 53  | 0   | 64  | 11.    |
| 2023/24 | Isthmian League (Premier Division)   | 7      | 42 | 17 | 11 | 14 | 73  | 59  | +14 | 62  | 11.    |